# Phan Liêm
Phan Liêm (潘簾, 29 tháng 8 năm 1833 - 1896), tên là Phan Thanh Tòng (hay Tùng), tên chữ là Liêm, tự Thúc Thanh, nên còn được gọi là Phan Thanh Liêm. Và vì người dân quen gọi ông là Cậu Ba nên có tài liệu ghi là Phan Tam. Ông là lãnh tụ nghĩa quân kháng Pháp và là quan nhà Nguyễn, Việt Nam. Ông đã tổ chức nhiều trận tấn công Pháp, trong đó tên tuổi ông gắn liền với Trận Hương Điểm mà Pháp coi như một trận "nổi loạn" kinh điển. Sau này, ông bị bắt và ra làm quan cho nhà Nguyễn nhưng vẫn không ngừng nêu ra những cải cách giúp đất nước mở mang kinh tế.
Ông cũng là con của Quan Đại Thần Phan Thanh Giản, em ông là Phan Tôn, cùng ông chiến đấu chống Pháp.

## Thân thế & sự nghiệp
Phan Liêm sinh ngày 29 tháng 8 năm Quý Tỵ, Minh Mạng thứ 14, tức ngày 12 tháng 10 năm 1833 tại làng Bảo Thạnh, huyện Ba Tri, tỉnh Bến Tre.
Ông là con thứ hai của ông Phan Thanh Giản và bà Trần Thị Hoạch (tự Cúc). Theo tác giả Alfred Schreiner trong quyển Abrégé de l'histoire d'Annam xuất bản năm 1906, Phan Thanh Giản có 3 trai 1 gái là Phan Hương (còn gọi là cậu Hai), Phan Liêm (còn gọi là cậu Ba), một người con gái không biết tên, và Phan Tôn (còn gọi là cậu Năm).
Năm 1862, ông cùng em lo việc tang cho mẹ ở làng Bảo Thạnh.
Năm 1867, khi Phan Thanh Giản tuyệt thực ở Vĩnh Long vì bị Triều đình Huế quy trách nhiệm kí Hiệp ước Nhâm Tuất nhượng ba tỉnh miền Đông cho Pháp, túc trực bên ông luôn có hai người con là Phan Liêm và Phan Tôn. Tương truyền, hai người con đã nghe rất rõ lời trăng trối của cha: Hãy yên phận làm ăn, chỉ cần không hợp tác với giặc Pháp là được. Thế nhưng, đến năm 1868, sau khi an táng cha được ba tháng, ông cùng em là Phan Tôn (1837 - 1893, tự Quý Tướng), đã cam tội "bất hiếu" để làm việc phải làm: chiêu tập những người đồng chí hướng ở Bến Tre, Trà Vinh, Vĩnh Long, Sa Đéc để cùng đánh đuổi thực dân Pháp.
Và cũng kể từ đây, ông và em là Phan Tôn gắn liền với nhau trong sự nghiệp kháng Pháp và bước đường hoạn lộ.

### Trận Hương Điểm
Trong nhiều trận đụng độ với đối phương, nổi bật hơn cả là trận Hương Điểm, cách Bến Tre độ mười cây số.
Kể theo Trịnh Vân Thanh:
Đêm mùng 9 rạng mùng 10 tháng 11 năm 1867, nghĩa quân do Phan Liêm & Phan Tôn lãnh đạo đã tấn công quân Pháp ở chợ Hương Điểm, gây thương tích cho viên chủ tỉnh người Pháp tên là Sampo, lấy được nhiều tài liệu quan trọng cùng súng ống, nhất là chiếm được một khẩu đại bác.
Sang ngày 12, khi đã hay tin Hương Điểm thất thủ, quân Pháp kéo ba pháo thuyền đến tiếp viện. Nghĩa quân dùng bè và nọc làm chướng ngại vật chống ngăn thuyền Pháp rồi vây đánh ác liệt. Người có mặt trong trận đánh này là viên sĩ quan Vial kể lại:  Không bút mực nào tả lại cảnh tượng tang thương. Nào là nhà tan, của nát sau trận đánh thây người và cả vật dụng la liệt trên bùn lầy của bãi chiến.... 
Đêm ngày 15, nghĩa quân thúc trống và hò reo, tấn công quân Pháp hết đợt này đến đợt khác ở Ba Tri và các pháo thuyền dọc theo sông Hàm Luông.
Buổi đầu tuy có thắng lợi, nhưng cuối cùng cũng vì sức yếu thế cô, vũ khí thô sơ nên nghĩa quân phải rút bỏ trận tuyến...
Sau đó, theo nguồn của web Vĩnh Long, thì:
Thực dân Pháp cử Tôn Thọ Tường, Tổng đốc Phương - bạn đồng liêu của cha ông, đã theo Pháp - đi dụ hàng nhưng Phan Liêm và Phan Tôn thẳng thắn từ chối. 
Bị rượt đuổi, hai ông phải lánh sang Gò Công rồi dùng ghe bầu ra Bình Thuận. Tuy không bắt được, nhưng Pháp cũng đưa vụ án "nổi loạn" ra tòa và đã kết án tử hình vắng mặt hai ông

### Trấn giữ thành Hà Nội

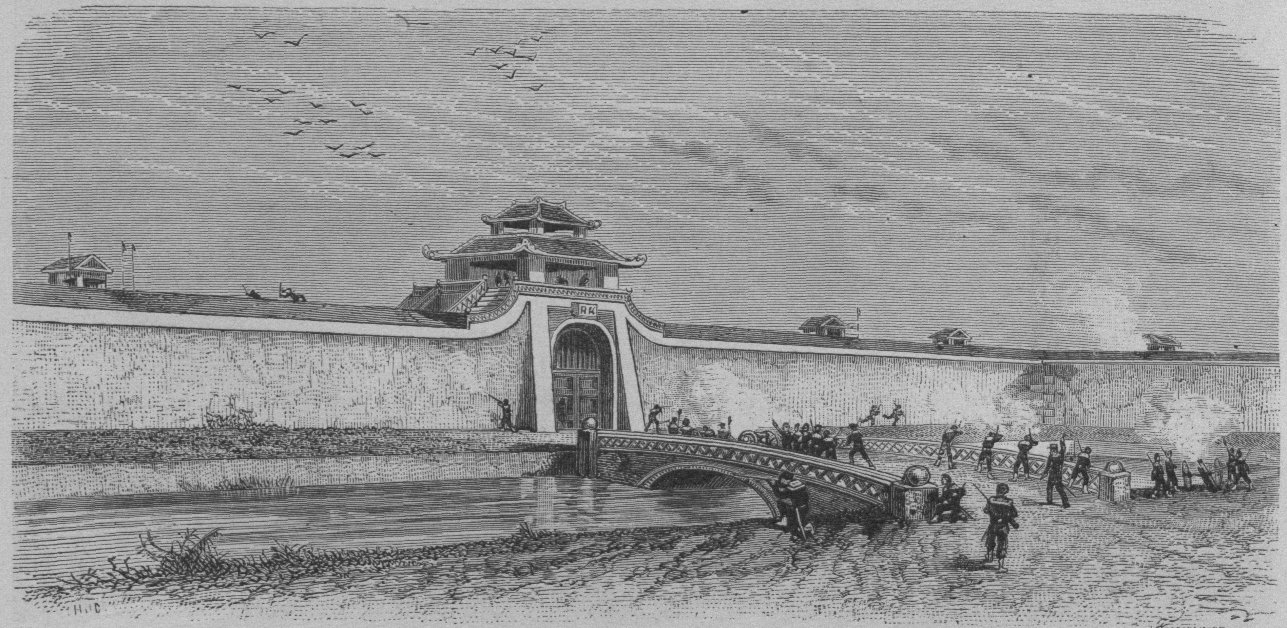
Quân Pháp tấn công thành Hà Nội

Ở Bình Thuận một thời gian ngắn, sau đó hai ông ra Huế rồi theo tướng Nguyễn Tri Phương trấn giữ Hà Nội.
Ngày 20 tháng 11 năm 1873, tướng Pháp Francis Garnier tiến công thành Hà Nội. Tuy rất anh dũng chống trả quân Pháp, nhưng do chênh lệch về vũ khí và lực lượng, Tướng Nguyễn Tri Phương bị bắt cùng với một số quan lại giữ thành, trong số đó có hai anh em họ Phan.
Năm 1874, sau khi Hòa ước Giáp Tuất được ký kết, Phan Liêm và Phan Tôn mới được trao trả cho triều đình.

### Làm quan ở Huế
Về Huế hai ông lại được trọng dụng. Năm 1881, Tự Đức thứ 34, theo Hoàng triều Giáp Tý niên biểu thì Phan Liêm đã mật trình lên nhà vua một biểu đề ra một số cải cách về giáo dục, thông thương, khai mỏ.... để mở mang kinh tế đất nước.
Từ 1882 Phan Liêm làm Hàn Lâm viện tu soạn, sau đó thăng làm Phủ Doãn phủ Thừa Thiên cho đến năm 1886. 
Tháng 2 năm 1886, ông được vua Đồng Khánh gia hàm Tham tri sung làm Khâm sai đại thần Tả trực kỳ  đi hiểu dụ nghĩa quân Nguyễn Duy Hiệu và Trần Văn Dư ở Nam Ngãi.
Tháng 5 năm 1886, Phan Liêm lĩnh Tổng đốc Thuận Khánh, cùng với Nguyễn Thân trông coi khu vực phía nam.

### Mất
Cuối năm 1896 Phan Liêm qua đời tại Huế dưới triều vua Thành Thái, được an táng ở Huế và được truy tặng Binh Bộ thượng thư.
Phần mộ hai ông Phan Liêm và Phan Tôn (qua đời 1893) cùng được xây dựng trong chùa Trà Am, thôn Tư Tây, xã Thủy An, Thành phố Huế hiện nay, cách chợ Đông Ba khoảng 15 km, sát bên núi. Mộ còn mộ chí bằng chữ Hán soạn sau khi ông Phan Liêm qua đời.
Phan Liêm có vợ và ba con trai là Phan Thanh Khải, Phan Thanh Khác, Phan Thanh Đàm.
Ông được đặt tên cho 1 con đường ở quận 1 thuộc TPHCM

## Ngộ nhận
Trịnh Vân Thanh viết: Cả hai anh em Phan Liêm và Phan Tôn đều tử trận ở Giồng Gạch, cách Ba Tri (Bến Tre) khoảng 2 cây số. Thương tiếc người nghĩa khí đã vị quốc vong thân, Nguyễn Đình Chiểu có làm bài thơ thập thủ liên hoàn khóc cho hai ông.
Huỳnh Minh kể: Ở Giồng Gạch...quân Pháp bắn xối xả, nhưng Phan Liêm và Phan Tôn vẫn giữ tinh thần dẫn quân tiến vào nơi lửa đạn. Và hai ông đều tử trận. Từ Ba Tri, cụ Đồ Chiểu hay tin ấy, có làm 10 bài ai điếu Phan Tôn và Phan Liêm.
Nhưng sự thật, theo Nguyễn Đình Chiểu toàn tập (tập 2), thì: Bài Điếu Ba Tri Đốc binh Phan Công trận vong thập thủ là dành để điếu Phan Tòng. Và Phan Tòng chính tên là Phan Ngọc Tòng, hương giáo ở làng An Bình Đông (Bến Tre) nổi dậy chống Pháp. Vừa chịu tang mẹ ba tháng, đầu liền đội bích cân đánh giặc và hy sinh tại Gò Trụi năm 1867.
Hợp tuyển Thơ Văn Việt Nam 1858 - 1920 cũng cho biết tương tự: Phan Tòng người làng Bình Đông, quận Ba Tri tỉnh Bến Tre, cùng tham gia cuộc khởi nghĩa chống Pháp của Phan Tôn, Phan Liêm. Phan Tòng tử trận năm 1868 ở Giồng Gạch, cách chợ Ba Tri hai cây số.
Và bài trên web Vĩnh Long: Phong trào do Phan Liêm lãnh đạo được đánh dấu bằng cuộc tiến công của nghĩa quân vào Hương Điểm (thuộc Bến Tre) ngày 10 tháng 4 năm 1868. Trận đánh đã gây trọng thương tên chủ tỉnh người Pháp, nhiều lính lệ và tay sai bị giết. Về phía nghĩa quân một thiệt hại không thể bù đắp là Bộ tướng Phan Công Tòng (hoặc Phan Tòng) bị tử trận cùng một số nghĩa binh khác. Nhà thơ yêu nước Nguyễn Đình Chiểu đã làm 10 bài thơ viếng Phan Tòng rất thống thiết và bài văn tế các nghĩa sĩ Hương Điểm hy sinh.
Do vậy, có thể khẳng định Phan Liêm và Phan Tôn, sau trận Hương Điểm đều không chết, người chết là Phan Tòng. Bởi Phan Liêm còn được gọi là Phan Tòng, cùng ở Ba Tri và cùng kháng Pháp trong khoảng thời gian ấy, nên mới nảy sinh chuyện lầm lẫn "người mất và thơ điếu" trong sách của ông Thanh và ông Minh.